# Bl3ss
Bl3ss (Leetspeak für Bless, oft BL3SS geschrieben) ist ein DJ- und Produzenten-Duo aus London.

## Geschichte
Joe und Flynn lernten sich 2019 auf einer Studentenparty während ihres gemeinsamen Studiums an der University of Manchester kennen. Während der COVID-19-Pandemie im Vereinigten Königreich konnten sie ihr Interesse an Musikproduktion miteinander austauschen. Sie schlossen sich schließlich als Duo Bl3ss zusammen und begannen zunächst wegen der Covid-Beschränkungen über das Internet gemeinsam Musik zu produzieren. Als die Beschränkungen aufhörten, begannen sie auf Hauspartys aufzulegen. Im Anschluss traten sie in Clubs und auf Festivals auf.
2024 veröffentlichten sie zusammen mit CamrinWatsin feat. bbyclose den Song Kisses, der viral ging und ihnen eine Chartplatzierung in den deutschen und britischen Singlecharts einbrachte. In den britischen Charts erreichte es die Top 10 auf Platz 5 und war ein heißer Kandidat für den Song of the Summer, rangierte dann jedoch nur auf Platz 25. Das Lied wurde außerdem auf dem Tomorrowland gespielt.

## Stil
Musikalisch handelt es sich um House und EDM.

## Diskografie
Singles
- 2022: Devil
- 2023: Losing My Head
- 2024: Kisses (mit CamrinWatsin feat. Bbyclose)

## Auszeichnungen für Musikverkäufe
| Goldene Schallplatte - Belgien - 2024: für die Single Kisses - Polen - 2025: für die Single Kisses | Platin-Schallplatte - Australien - 2025: für die Single Kisses |

Anmerkung: Auszeichnungen in Ländern aus den Charttabellen bzw. Chartboxen sind in ebendiesen zu finden.
| Land/RegionAuszeichnungen für Musikverkäufe (Land/Region, Auszeichnungen, Verkäufe, Quellen) | Gold     | Platin     | Verkäufe | Quellen      |
| -------------------------------------------------------------------------------------------- | -------- | ---------- | -------- | ------------ |
| Australien (ARIA)                                                                            | —        | Platin1    | 70.000   | aria.com.au  |
| Belgien (BRMA)                                                                               | Gold1    | —          | 20.000   | ultratop.be  |
| Österreich (IFPI)                                                                            | Gold1    | —          | 15.000   | ifpi.at      |
| Polen (ZPAV)                                                                                 | Gold1    | —          | 25.000   | olis.pl      |
| Schweiz (IFPI)                                                                               | Gold1    | —          | 15.000   | hitparade.ch |
| Vereinigtes Königreich (BPI)                                                                 | —        | Platin1    | 600.000  | bpi.co.uk    |
| Insgesamt                                                                                    | 4× Gold4 | 2× Platin2 |          |              |